# Juridisk kønsskifte
|  | Sammenskrivningsforslag Artiklen Juridisk kønsskifte er foreslået føjet ind i Kønsskifte. (Siden juli 2024) Diskutér forslaget |

 Denne artikel omhandler overvejende eller alene danske forhold. Hjælp gerne med at gøre artiklen mere almen.
Juridisk kønsskifte er den proces, en person gennemgår ved at få skiftet CPR-nummer og herved får juridisk status som det køn, de identificerer sig med. Juridisk kønsskifte giver samtidig ret til navneændring til de navne, der er godkendt til det køn, der skiftes status til.
I 1989 gav Danmark som det første land i verden personer af samme køn ret til at indgå registreret partnerskab, og 10 år senere, i 1999, kom loven om juridisk kønsskifte.
Den danske cpr-lovgivning forbyder juridisk kønsskifte for personer under 18 år, men ifølge Den Europæiske Menneskerettighedskonvention har unge under 18 også ret til at få tildelt nyt personnummer, hvis de har gennemgået kønsmodificerende behandling.

## Historisk udvikling i juridisk kønsskifte i Danmark[3]
| Tidsperiode                           | Antal ansøgninger | Antal tildelinger |
| ------------------------------------- | ----------------- | ----------------- |
| 1. september 2014 til 31. august 2015 | 391               | 263               |
| 1. september 2015 til 31. august 2016 | 183               | 162               |
| 1. september 2016 til 31. august 2017 | 171               | 151               |
| 1. september 2017 til 31. august 2018 | 235               | 186               |
| 1. september 2018 til 31. august 2019 | 269               | 187               |
| 1. september 2019 til 31. august 2020 | 326               | 280               |
| 1. september 2020 til 31. august 2021 | 423               | 321               |
| 1. september 2021 til 31. august 2022 | 425               | 370               |
| 1. september 2022 til 31. august 2023 | 448               | 381               |
| 1. september 2023 til 31. august 2024 | 471               | 390               |